# Atecs Mannesmann
Die Atecs Mannesmann AG entstand 1999 im Zuge der Konzentration der Mannesmann AG auf den Bereich Telekommunikation. Die industriellen Aktivitäten wurden in dieser rechtlich eigenständigen Aktiengesellschaft zusammengefasst und sollten in den kommenden Jahren an der Börse verselbständigt werden. Hierzu zählten die Unternehmen Rexroth, Dematic, Demag Krauss-Maffei, VDO und Mannesmann Sachs. 
Zusätzlich wurde im Vorfeld des geplanten Börsengangs ein Joint-Venture mit dem Siemens-Konzern vereinbart: Atecs und Siemens sollten ihre Automobilzulieferer Mannesmann VDO und Siemens Automotive zur Atecs Siemens Automotive AG zusammenschließen. Hierzu kam es allerdings nie, da das Jahr 2000 für Mannesmann mit der Übernahme der Aktienmehrheit durch die britische Telekommunikationsgesellschaft Vodafone begann. In der Folge wurden die Mannesmann AG und die Aktivitäten im Bereich Telekommunikation in die Vodafone Group eingegliedert. Am 22. August 2001 fand die letzte Hauptversammlung der Mannesmann AG statt, auf der u. a. die Umfirmierung in Vodafone beschlossen wurde.
Die Gesellschaften der Atecs Mannesmann AG wurden von Vodafone an ein Unternehmenskonsortium um Siemens und Bosch verkauft. Der zuvor angekündigte Börsengang, der auch zunächst noch durch Vodafone anvisiert wurde, fand somit nie statt. Ein Teil der Aktivitäten wurden von Siemens bzw. Bosch eingegliedert; andere Bereiche wurden veräußert.
Zum 1. Oktober 2002 fand ein Formwechsel statt. Aus der Atecs Mannesmann AG wurde die Atecs Mannesmann GmbH. Eigentümer ist die Siemens AG. Die heutige Atecs Mannesmann GmbH ist eine Beteiligungsgesellschaft im Siemens-Geschäftsbereich Automatisierungstechnik ohne eigenes operatives Geschäft. Die Marke Atecs wird nicht mehr verwendet.